# Neemuch
Neemuch ist eine Stadt im indischen Bundesstaat Madhya Pradesh. Die Stadt liegt im Westen des Bundesstaates und grenzt an Rajasthan. Sie gehört zur historischen Region Malwa.
Die Stadt ist das Verwaltungszentrum des gleichnamigen Distrikt Neemuch. Neemuch hat den Status eines Municipal Council. Die Stadt ist in 41 Wards gegliedert.

## Geschichte
Ehemals ein großer britischer Militärkanton des Fürstenstaat Gwalior, wurde die Stadt 1822 Sitz der kombinierten Agency Rajputana-Malwa und 1895 der Agency Malwa. Der britische Kanton wurde 1932 aufgelöst und danach von einer britischen Gemeindeverwaltung unterhalten, bevor es 1948 Teil von Indien wurde.

## Demografie
Die Einwohnerzahl der Stadt liegt laut der Volkszählung von 2011 bei 128.095. Neemuch hat ein Geschlechterverhältnis von 894 Frauen pro 1000 Männer und damit einen für Indien üblichen Männerüberschuss. Die Alphabetisierungsrate lag bei 84,6 %. Knapp 70 % der Bevölkerung sind Hindus, ca. 24 % sind Muslime, ca. 4 % sind Jainas und ca. 2 % gehören einer anderen oder keiner Religion an. 11,9 % der Bevölkerung sind Kinder unter 6 Jahren.

## Infrastruktur
Neemuch ist ein wichtiger Breitspurbahnhof der Strecke Ajmer – Ratlam. Der Bahnhof Neemuch wurde 1880 von Briten erbaut. Die Stadt ist zudem durch einen National Highway mit dem nationalen Straßennetz verbunden. Es gibt außerdem einen kleinen Landeplatz für Helikopter und Kleinflugzeuge.